# شريفية (تسلطانت)
شريفية هي إحدى مشيخات المملكة المغربية، تتبع جغرافيا لعمالة مراكش وإداريًا لتسلطانت. يقدر عدد سكانها بـ 6275 نسمة حسب الإحصاء الرسمي للسكان والسكنى لسنة 2004.